# 色の現象的分類
色の現象的分類（いろのげんしょうてきぶんるい）とは、色の心理的側面に着目し、主観的にどのような状態として色が捉えられるか（mode of color appearance）を分類したものである。ドイツの心理学者、ダーヴィット・カッツによって提唱された。
その後、各機関によって微妙に異なる定義による分類が行われている。カッツによる定義・米国光学会（OSA）による定義・JISによる定義などがある。
心理的側面からの分類であるので、物理的に発光していなくても光輝になる場合がある。写真に写っている電球を見る場合、写真は紙の表面であり発光しているわけではないにも拘らず、光輝として分類される。逆に、物理的に発光していても、光輝にならない場合がある。液晶ディスプレイに表現された白紙は、光を発しているにも拘らず、表面色として分類される。
カッツによる定義
- 面色（film color） 定位性や表面のテクスチャをはっきり知覚することができない見え方。色としての属性以外を感じ取ることができない。例としてよくあげられるものに、青空がある。
- 表面色（surface color） 定位でき、表面のテクスチャをはっきり知覚することができる見え方。日常目にする多くのものがこれである。
- 空間色（volume color） ある体積の中をその色が満たしていると感じられる見え方。ガラス玉やコップに入った色水など。
- 光輝（luminosity） 光を放射しているように感じられる見え方。炎や電球、雷など。
- 灼熱（glow） 物体として認知されるが、その内部が光で満ち溢れているように感じられる見え方。燃えている木炭、溶解している鉄。
- 透明面色（transparent color） 色としての属性以外を感じ取ることができない色が、背景にかぶっている見え方。色ガラスを通して世界を見る場合の色ガラスの見え方。
- 透明表面色（transparent surface color） 立体的に実態があるように知覚できるが、背景が透過して見える見え方。ガラスに薄く擦り傷がついている場合の傷の見え方。
- 鏡映色（mirrored）
- 光沢（luster）

米国光学会による定義
開口色・光源色・照明色・物体色
JISによる定義
物体知覚色・表面色・開口色・発光知覚色・非発光知覚色